# Ростовское море
Ростовское море — небольшое водохранилище на балке Камышеваха на северной окраине Ростова-на-Дону.

## Предыстория
В начале XX века Темерник считался судоходной рекой, однако развитие города Ростова-на-Дону способствовало загрязнению и сужению реки. На состояние Темерника сильно повлияло строительство заводов «Ростсельмаш», «Роствертол» и др. Начиная с 1929 года процесс загрязнения принял практически необратимый характер. Попытки его очистки не приносили ощутимого успеха из-за того, что вся река к тому моменту уже была полностью зарегулирована мелкими водохранилищами. В 60-х годах XX века было принято решение строить водохранилище «Ростовское море», главной целью которого была очистка реки Темерник.

### История строительства
Суть идеи была в том, чтобы залповыми сбросами воды до 10 м³/с просто промывать русло Темерника напором воды. Но здесь изначально была сложность в том, что необходимой ёмкости в 10 миллионов кубов это водохранилище не могло набрать — просто не хватало воды. И тогда решили сделать отвод воды из небольшого затончика на реке Аксай, где и поставили небольшую плавучую насосную станцию, которая подавала воду на высоту сто метров, а затем в темерницкий тракт. Но из-за разности высот вода просто размыла бы всё, что там находится, и поэтому между Ростовским морем и местом подачи было построено 6 прудов, которые выполняли функции как зоны отдыха, так и своеобразного буфера. Предполагалось, что как минимум раз в квартал будет проводиться промывка русла Темерника, и при этом не будет оказано никакого влияния на Дон. А в остальное время сток из него должен был выполнять функции санитарной промывки.
Но была маленькая деталь, которая всё испортила: строители не учли тот факт, что на выходе из вновь построенного водохранилища находится ракушечник, через который вода просто уходила в грунт. Сначала его попытались изолировать, закрыв полиэтиленовой плёнкой, однако она очень быстро разрушилась. В результате сделали глиняно-силикатную изоляцию. Из-за этого Ростовское море было введено в эксплуатацию на два года позже запланированного — только в 1971 году. После того как была проведена первая эффективная промывка, Совмин РСФСР принял решение о строительстве двух водохранилищ в Северном жилом массиве. При этом исходили в основном из того, что жителям бурно застраивающегося СЖМ просто далеко ездить на Левбердон, а купаться-то хочется. Поэтому правобережная часть их изначально проектировалась как пляжная зона, и в 1976 году они были сданы. Но строились они по естественному руслу балки, и поэтому, скажем, остров, напротив которого находится Сурб-Хач, всё-таки природного происхождения. Однако все эти сооружения строились на притоках Темерника, а для полного комплекса необходимо было ещё и строительство водохранилища в районе Северного кладбища. Был даже разработан проект, но в результате изысканий пришли к выводу, что его нельзя реализовать, иначе всё кладбище утечёт в Дон. И поэтому решили оставить всё как есть.
Затем начались проблемы другого плана — активная застройка садовых участков, которые влезли даже на плотину, промышленные предприятия не только продолжили, но и увеличили сбросы в русло Темерника.
А тем временем искусственные водоёмы всё более интегрировались в экосистему, начали зарастать водорослями, накапливать ил и промышленные сбросы, становиться всё менее пригодными для отдыха и рыбной ловли. В конечном счёте, если Ростовское море ещё в более или менее нормальном состоянии (поскольку является федеральной собственностью), то северные водохранилища уже давно стали мёртвыми. По словам замдиректора ГУ «Южводхоз» (строителя и проектировщика всех этих сооружений) Константина Коробейникова, причиной этого стало то, что водохранилища начиная примерно с 1986 года остались бесхозными из-за межминистерских разногласий, не проводилось ни ремонта, ни чистки, ни даже текущего обслуживания.